# Lonesome Luke, Messenger
Lonesome Luke, Messenger é um curta-metragem norte-americano de 1917, do gênero comédia, estrelado por Harold Lloyd.

## Elenco

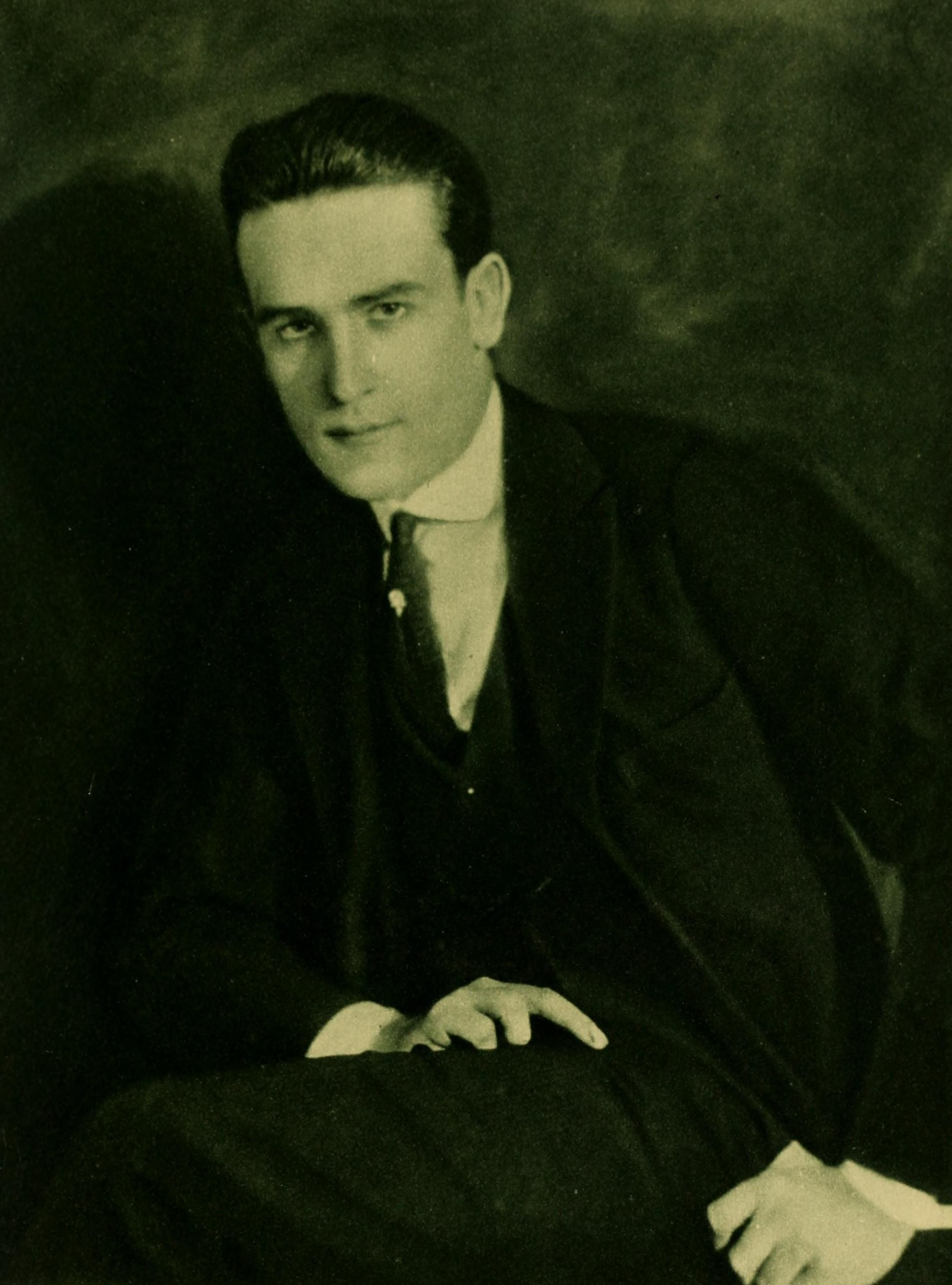
Harold Lloyd

- Harold Lloyd - Lonesome Luke
- Bebe Daniels
- Snub Pollard
- Gilbert Pratt
- Gus Leonard
- Fred C. Newmeyer
- Billy Fay
- Nina Speight
- Bud Jamison
- Charles Stevenson
- Dorothea Wolbert
- May Ballard - (como Mabel Ballard)
- Evelyn Page
- W.L. Adams
- Sammy Brooks